# Zima
Zíma je hladen in temen letni čas v območjih sveta s polarnim in zmernim podnebjem, ki nastopi po jeseni, sledi pa mu pomlad. Vzrok za menjavo letnih časov je nagib vrtilne osi Zemlje, zaradi česar so območja dlje od ekvatorja med kroženjem Zemlje izmenjaje obrnjena bližje Soncu ali dlje od njega. Pozimi je zaradi manjšega vpadnega kota Sončevih žarkov površje manj obsevano, hkrati se podaljša noč, oboje povzroči zmanjšanje količine toplote in svetlobe. Učinek se povečuje z zemljepisno širino, najbolj pride do izraza okoli tečajev – severno od severnega tečajnika oziroma južno od južnega tečajnika, kjer se sonce vso zimo sploh ne dvigne nad obzorje. Učinek je odvisen tudi od lege glede na ekvator: na severni polobli je zima takrat, ko je na južni polobli poletje in obratno. 
Praviloma je pozimi povečana zračna vlaga, ker v tem letnem času pade največ padavin, hkrati pa je manj izhlapevanja. Zime na severni polobli so ostrejše kot na južni, saj je več kopnega in s tem manj blažilnega vpliva morja, zato so snežne padavine na severu običajnejši pojav (odvisno tudi od zemljepisne širine in nadmorske višine). Od lokalnih razmer je odvisna meteorološka opredelitev zime – t.i. meteorološka zima, ki običajno obsega tri najhladnejše mesece leta. Na severni polobli so to december, januar in februar, na južni pa junij, julij in avgust.
V zahodnem svetu se uporablja tudi koledarska opredelitev: koledarska zima je na severni polobli obdobje od zimskega Sončevega obrata (solsticija) 20., 21. ali 22. decembra do spomladanskega enakonočja 19., 20. ali 21. marca. Zimski sončev obrat je točka v letu, ko je noč najdaljša in dan najkrajši, z zamikom nekaj tednov temu sledi tudi najhladnejši del zime.